# Республика Калифорния
Республика Калифорния (англ. California Republic) — государство в Северной Америке, провозглашённое переселенцами из США 14 июня 1846 года, называемое также Республикой медвежьего флага. Просуществовало меньше месяца.
13 мая 1846 года началась война между Соединёнными Штатами и Мексикой. Неосведомлённые об этом американские колонисты, проживавшие в Калифорнии, 14 июня 1846 года взбунтовались по инициативе капитана Джона Фримонта против Мексики. Повстанцы заключили в тюрьму мексиканского коменданта Северной Калифорнии и провозгласили независимую Республику Калифорния со столицей в Сономе. Президентом республики стал Вильям Ид. Его правление длилось 25 дней. 23 июня капитан Фримонт принял командование над насчитывающими 60 солдат вооружёнными силами новой республики.
7 июля в Калифорнии высадился американский флот, сообщивший о войне между Соединёнными Штатами и Мексикой. Через 2 дня, 9 июля, повстанцы приняли решение о ликвидации республики и включении образованного в ней Калифорнийского батальона под командованием капитана Фримонта в войну с Мексикой на стороне Соединённых Штатов.
Флаг республики послужил образцом флага штата Калифорния, а его оригинал сгорел в пожарах, вызванных землетрясением в Сан-Франциско в 1906 году.